# Bodrogkeresztúrcultuur

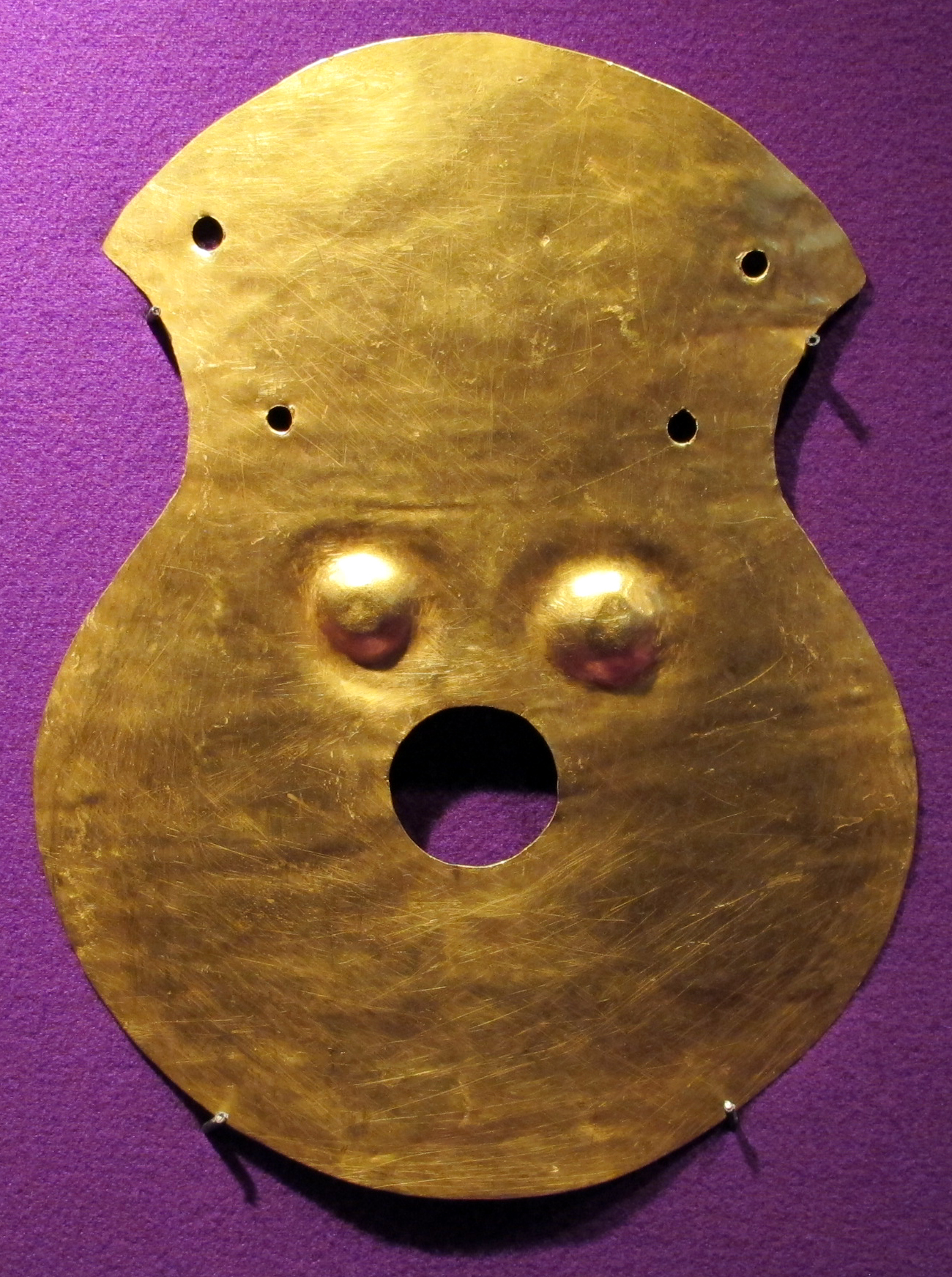
gouden sieraad, depotvondst van Moigrad

De Bodrogkeresztúrcultuur was een cultuur uit het midden van de kopertijd die bloeide in Hongarije en Roemenië van 4000 tot 3600 v.Chr.
De cultuur is vooral bekend door zijn zeventig begraafplaatsen, die duidelijke banden vertonen met de voorgaande Tiszapolgárcultuur. De Bodrogkeresztúr-begraafplaatsen maken duidelijk onderscheid tussen mannen en vrouwen, die respectievelijk op hun rechter- en linkerzijde begraven werden. Beide geslachten werden begraven met hun hoofd naar het oosten gericht. De graven bevatten aardewerk, stenen en koperen werktuigen, en koperen en gouden ornamenten.
De bevolking lijkt gemengde landbouw en veeteelt te hebben beoefend. Hoewel ze voornamelijk runderen hielden, schijnen ze ook schapen, geiten en varkens te hebben gefokt. De wilde fauna op hun grondgebied omvatte oerossen, edelherten, wilde zwijnen, reeën en hazen.
Het aardewerk van Bodrogkeresztúr was vergelijkbaar met dat van de voorgaande Tiszapolgárcultuur, hoewel er een nieuwe vorm, de "melkkan" genoemd, lijkt te zijn geïntroduceerd. De vuurstenen en stenen werktuigen, koperen en gouden voorwerpen, sieraden en diverse werktuigen waren ook geërfd van de Tiszapolgárcultuur, hoewel deze voorwerpen in de Bodrogkeresztúrcultuur steeds vaker voorkomen.
Het lijkt erop dat de Bodrogkeresztúr-bevolking in gemeenschappen leefde die uit 15 tot 20 nauw verwante mensen bestonden. Ze lijken minder patriarchaal en egalitairder te zijn geweest dan mensen uit de voorgaande Tiszapolgárcultuur.
Het fysieke type van het Bodrogkeresztúr-volk was van het mediterrane type en stond in contrast met het  robustere type dat voorkwam op de Euraziatische steppe.
In overeenstemming met de Koerganhypothese wordt het Bodrogkeresztúr-volk meestal beschouwd als een voor-Indo-Europese, inheemse cultuur waarvan de structuur werd veranderd door invasies van Indo-Europese volkeren uit het oosten. Anderen hebben gesuggereerd dat de Bodrogkeresztúr van oorsprong Indo-Europees was, en dat deze, samen met de Sălcuţacultuur van het naburige Bulgarije, zuidwaarts migreerde en tot de Proto-Grieken werd.
De bevolking van de Bodrogkeresztúrcultuur overleefde gedeeltelijk tot in de bronstijd, en indirect tot in de ijzertijd. Antropologisch lijkt de  bevolking duidelijk verant te zijn met de Maros-Perjamoscultuur uit de bronstijd, en indirect daardoor met de Kelten uit de ijzertijd van Transdanubië, en de Bosutcultuur van de Vojvodina.